# آلفرد هاوکینز (بازیکن فوتبال)
آلفرد هاوکینز (انگلیسی: Alfred Hawkins؛ زادهٔ ۱۹۰۴ - درگذشته نامشخص) بازیکن فوتبال اهل بریتانیا بود.
از باشگاه‌هایی که در آن بازی کرده‌است می‌توان به باشگاه فوتبال کریستال پالاس و باشگاه فوتبال ساوتال اشاره کرد.